# Homoneura provecta
Homoneura provecta är en tvåvingeart som först beskrevs av Walker 1856.  Homoneura provecta ingår i släktet Homoneura och familjen lövflugor. Inga underarter finns listade i Catalogue of Life.